# Pontius du Port
Pontius du Port (Heilige Roomse Rijk, 11e - 12e eeuw) was een prelaat in de Dauphiné, een prinsdom van het Heilig Roomse Rijk. Hij was bisschop elect van Saint-Paul-Trois-Châteaux (1085) doch moest wachten voor de bisschopstroon, want dit bisdom was in een unie met het bisdom Orange. Pontius was vervolgens bisschop van de unie van 1100 tot 1107. Nadien bleef hij enkel in functie als bisschop van Saint-Paul-Trois-Châteaux tot circa 1112.

## Synoniemen
- Pontius IV van Orange

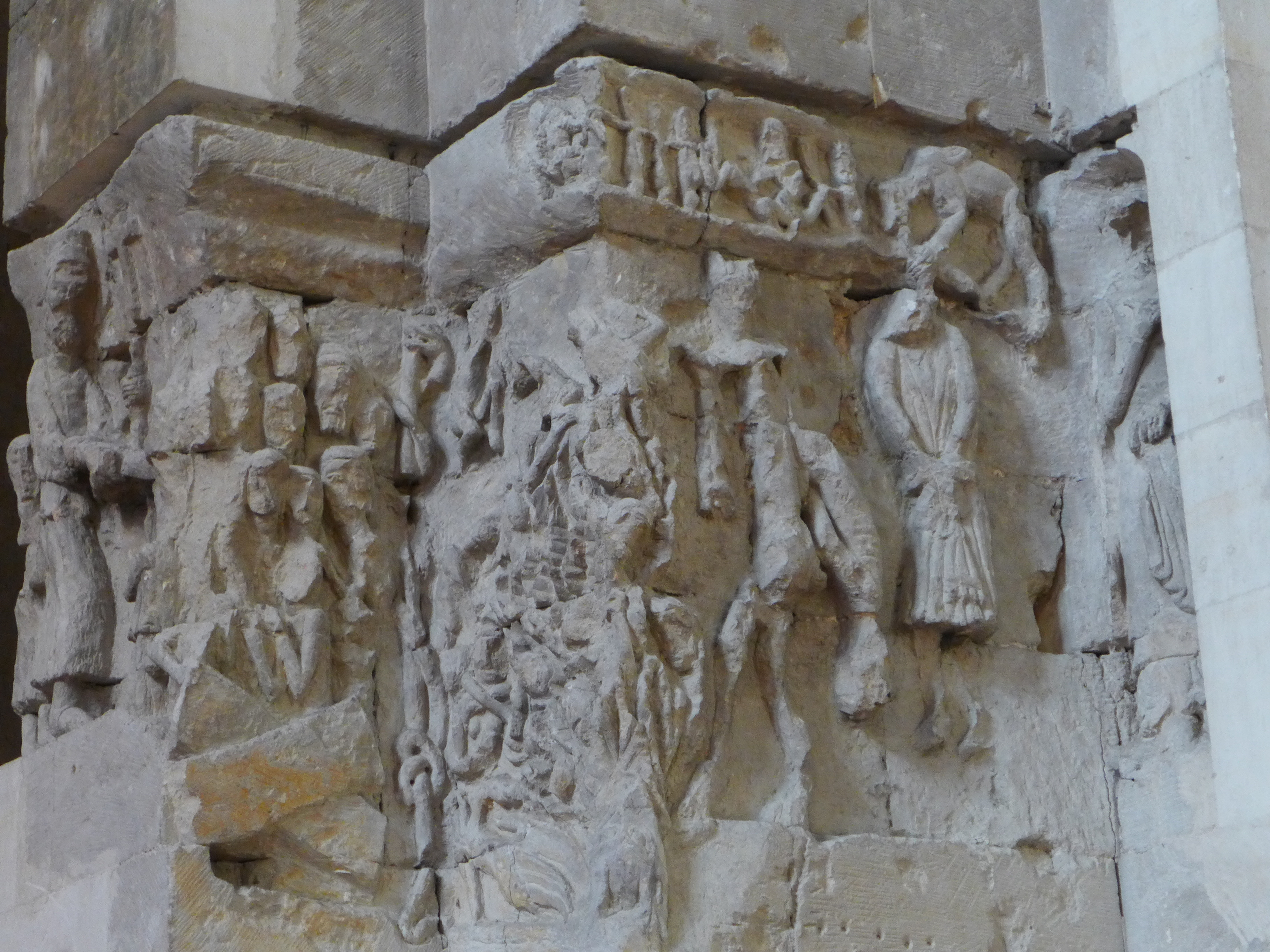
Romaans bas-reliëf in de voormalige kathedraal van Saint-Paul-Trois-Châteaux (Frankrijk)

- Pontius III van Saint-Paul-Trois-Châteaux

## Levensloop
De adellijke familie du Port was afkomstig van het graafschap Savoye doch was geëmigreerd in de Dauphiné, de Provence en de Languedoc. In 1085 bestond er al twee eeuwen een unie tussen de bisdommen Orange en Saint-Paul-Trois-Châteaux. Nochtans organiseerden de kapittels van de twee bisschopssteden elk een verkiezing voor een nieuwe bisschop. Pontius du Port behaalde de verkiezing tot bisschop van Saint-Paul-Trois-Châteaux; Guillaume de Valence, ook Guillaume d’Orange genoemd, prior van de abdij Saint-Ruf in Avignon, werd bisschop van Orange (1085). Deze ongemakkelijke dubbele verkiezing kwam ter sprake bij paus Victor III in Rome. Deze schoof het dispuut op de lange baan. Zijn opvolger, paus Urbanus II, consulteerde kardinalen en de aartsbisschop van Arles, die in zijn kerkprovincie de unie Orange met Saint-Paul-Trois-Châteaux had. Oude bullen werden boven gehaald en kanunniken uit beide kapittels overlegden met de pauselijke gezant. Pontius du Port werd nooit rechtstreeks bij de paus ontboden doch betaalde dure reizen naar Rome voor zijn afgezanten. Bisschop Guillaume d’Orange stuurde niemand naar Rome.
In 1095 kwam paus Urbanus II tot een beslissing. De unie van beide bisdommen bleef bestaan. Beide bisschoppen mochten op hun bisschopstroon blijven in deze constructie, doch wanneer Guillaume d’Orange stierf, zou de paus binnen het jaar de unie splitsen. In december 1095 predikte paus Urbanus II de Eerste Kruistocht, op het concilie van Clermont. Zowel Pontius du Pont als Guillaume d’Orange waren aanwezig op het concilie. Na het concilie vertrok Guillaume d’Orange op kruistocht; hij stierf drie jaar later in Noord-Afrika, in december 1098. Zodra Pontius du Port de dood vernam, startte hij de procedure tot splitsing van de unie van de twee bisdommen. De procedure werd bemoeilijkt omdat paus Urbanus II stierf (1099). 
Paus Paschalis II zag niets in een splitsing en beval dat Pontius du Port voortaan de bisschop van de unie was (1100). Dit viel in slechte aarde in het bisdom Orange. Orange kwam in opstand tegen paus Paschalis II. Paschalis II stuurde een vermanende brief naar Orange waarin hij gehoorzaamheid eiste (1100). De prins van Oranje en het kapittel van Orange begonnen voorzichtig in Rome een procedure tot splitsing. Finaal gaf paus Paschalis II toe in 1107. Pontius du Port was voortaan enkel bisschop van Saint-Paul-Trois-Châteaux. Orange kreeg een eigen bisschop; het werd de abt van de abdij van Saint-Ruf, namelijk Aimar Berengarius de Morges.